# George Rennie
George Rennie (Escocia, 1801 o 1802 - Londres, 22 de marzo de 1860) fue un escultor, político y administrador colonial escocés. Entró en la política en apoyo a las artes en Gran Bretaña y ayudó a lograr el libre acceso al arte público y los museos. Era un miembro del Parlamento del Reino Unido en representación de Ipswich, entre 1842 y 1847. Ese año fue nombrado como el segundo gobernador colonial del territorio británico de ultramar de las Islas Malvinas, en litigio con Argentina.

## Primeros años
George Rennie nació en Phantassie, condado de East Lothian, Escocia, entre 1801 y 1802. Su padre, George Rennie, era agrícola. Su hermano menor, William Hepburn Rennie, fue un administrador colonial británico sirviendo en Hong Kong y San Vicente y las Granadinas. Era sobrino de John Rennie, un ingeniero civil. Interesado en el arte desde una edad temprana, Rennie estudió escultura en Roma, Italia, en su adultez temprana.

## Carrera artística

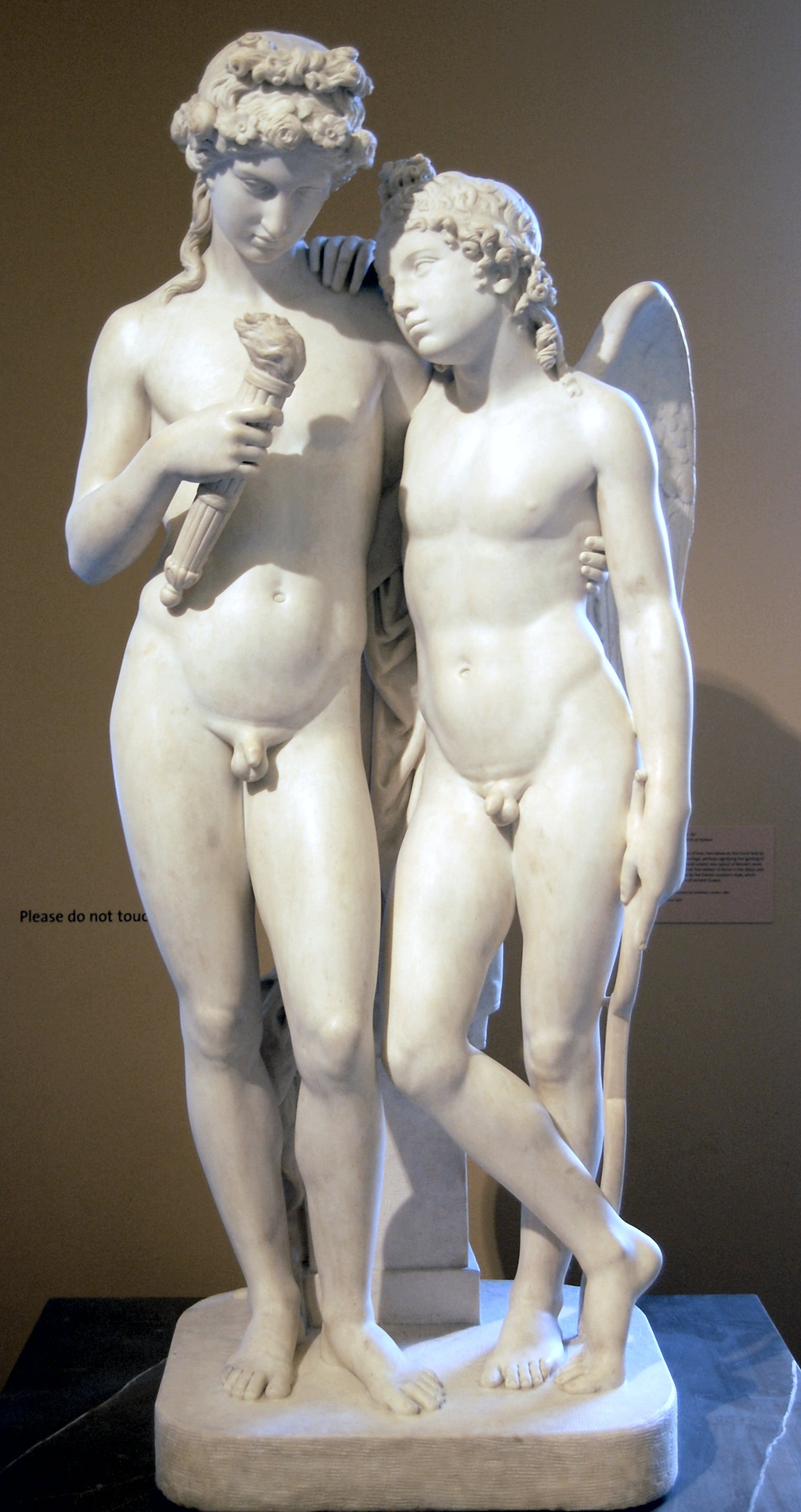
Cupid and Hymen en el Museo de Victoria y Alberto.

Después de su regreso a Gran Bretaña, Rennie trabajó como escultor. Expuso estatuas y bustos en la Royal Academy of Arts desde 1828 hasta 1837. También exhibió tres veces en la galería de la calle Suffolk de la Royal Society of British Artists durante el mismo período.
Sus obras más importantes de la academia fueron: 'A Gleaner and Grecian Archer en 1828, Cupid and Hymen, bustos de Bertel Thorvaldsen y su tío John Rennie en 1831. Otras de sus obras fueron The Archer y un busto del artista David Wilkie en 1833. Expuso The Minstrel en 1834; y un grupo de cuatro figuras en mármol en 1837.
Actualmente Cupid and Hymen se expone en el Museo de Victoria y Alberto de Londres. En 2005 se retiró temporalmente de la exhibición durante la reorganización de las galerías de escultura del museo. Se volvió a mostrar en el patio de esculturas junto al patio central.

## Carrera política
Con el fin de mejorar el estado de las artes en Gran Bretaña, Rennie volcó su atención a la política. En 1836 le propuso a Sir William Ewart la formación de una comisión parlamentaria que dio lugar a la creación de las escuelas de diseño en Somerset House. Él ayudó a los esfuerzos de Joseph Hume para obtener la libertad de acceso público a todos los monumentos y obras de arte en los edificios públicos y museos.
De 1841 a 1847 fue miembro liberal del parlamento británico representando a Ipswich, retirándose antes de las elecciones generales de 1847 en favor de Hugh Adair. En 1842 se propuso el esquema de "Nuevo Edinburgh" para establecer una colonia escocesa en Nueva Zelanda. Dicho sitio fue desarrollado y la ciudad se llama ahora Dunedin.
El 15 de diciembre de 1847, fue nombrado gobernador colonial de las Islas Malvinas, sucediendo al primer gobernador Richard Moody y durando en el cargo hasta 1855. Rennie se trasladó a Inglaterra y falleció en Londres en marzo de 1860.